# ポルトガル年間最優秀選手賞
CNIDフットボーラー・ザ・イヤー（英: CNID Footballer of the Year）は、ポルトガルで最も活躍した選手に与えられたサッカーの賞である。ポルトガル年間最優秀選手賞（英: Portuguese Footballer of the Year) とも呼ばれる。

## 概要
ポルトガル国内外のリーグでプレーしたポルトガル人選手が対象であり、1970年から2000年まで表彰が行われた。初のCNIDフットボーラー・ザ・イヤーは1970年にDiario Popular紙が主催し、ベンフィカのエウゼビオが初代受賞者となった。7人の選手が複数回受賞しており、ルイス・フィーゴは歴代最長・最多の6連続受賞を果たした。
2006年にはポルトガルプロサッカーリーグ（LPFP）の年度表彰式であるLPFPアワード（英: LPFP Awards）が初開催され、プリメイラ・リーガ（1部）とリーガ・デ・オンラ（2部）のシーズン最優秀選手、最優秀若手選手、最優秀GK、最優秀監督、最優秀若手監督が表彰されている。プリメイラ・リーガの最優秀選手賞はスーペル・リーガ・フットボーラー・ザ・イヤー (英: Primera Liga Footballer of the Year) と呼ばれ、LPFPアワードの中で最も名高い。

## CNIDフットボーラー・ザ・イヤー
| 年度 | 受賞者                   | 所属クラブ                        |
| ---- | ------------------------ | --------------------------------- |
| 1970 | エウゼビオ               | ベンフィカ                        |
| 1971 | ネネ                     | ベンフィカ                        |
| 1972 | トニ                     | ベンフィカ                        |
| 1973 | エウゼビオ               | ベンフィカ                        |
| 1974 | ウンベルト・コエリョ     | ベンフィカ                        |
| 1975 | ジョアン・アルベス       | ベンフィカ                        |
| 1976 | フェルナンド・シャラナ   | ベンフィカ                        |
| 1977 | マヌエル・ベント         | ベンフィカ                        |
| 1978 | アントニオ・オリヴェイラ | ポルト                            |
| 1979 | ジョゼ・コスタ           | ポルト                            |
| 1980 | ルイ・ジョルダン         | スポルティングCP                  |
| 1981 | アントニオ・オリヴェイラ | ポルト                            |
| 1982 | アントニオ・オリヴェイラ | ポルト                            |
| 1983 | フェルナンド・ゴメス     | ポルト                            |
| 1984 | フェルナンド・シャラナ   | ベンフィカ                        |
| 1985 | カルロス・マヌエル       | ベンフィカ                        |
| 1986 | パウロ・フットレ         | ポルト                            |
| 1987 | パウロ・フットレ         | ポルト / アトレティコ・マドリード |
| 1988 | ルイ・バロス             | ポルト / ユヴェントス             |
| 1989 | ビトール・バイーア       | ポルト                            |
| 1990 | ドミンゴス・パシエンシア | ポルト                            |
| 1991 | ビトール・バイーア       | ポルト                            |
| 1992 | ジョアン・ピント         | ベンフィカ                        |
| 1993 | ジョアン・ピント         | ベンフィカ                        |
| 1994 | ジョアン・ピント         | ベンフィカ                        |
| 1995 | ルイス・フィーゴ         | スポルティングCP / バルセロナ     |
| 1996 | ルイス・フィーゴ         | バルセロナ                        |
| 1997 | ルイス・フィーゴ         | バルセロナ                        |
| 1998 | ルイス・フィーゴ         | バルセロナ                        |
| 1999 | ルイス・フィーゴ         | バルセロナ                        |
| 2000 | ルイス・フィーゴ         | バルセロナ / レアル・マドリード   |
| 2001 | プティ                   | ボアヴィスタ                      |
| 2002 | マリオ・ジャルデウ       | スポルティングCP                  |
| 2003 | リカルド・カルヴァーリョ | ポルト                            |
| 2004 | デコ                     | ポルト                            |
| 2005 | リカルド・クアレスマ     | ポルト                            |

## LPFPアワード

### プリメイラ・リーガ

#### 受賞選手
| 年度    | 最優秀選手                                  | 最優秀若手選手                                | 最優秀GK                             |
| ------- | ------------------------------------------- | --------------------------------------------- | ------------------------------------ |
| 2005-06 | リカルド・クアレスマ (ポルト)               | -                                             | -                                    |
| 2006-07 | シモン・サブローザ (ベンフィカ)             | ミゲル・ヴェローゾ (スポルティングCP)         | -                                    |
| 2007-08 | リサンドロ・ロペス (ポルト)                 | エドゥアルド (ヴィトーリア・セトゥーバル)     | -                                    |
| 2008-09 | ブルーノ・アルヴェス (ポルト)               | フッキ (ポルト)                               | -                                    |
| 2009-10 | ダヴィド・ルイス (ベンフィカ)               | ファビオ・コエントラン (ベンフィカ)           | -                                    |
| 2010-11 | フッキ (ポルト)                             | ニコラス・ガイタン (ベンフィカ)               | エウトン (ポルト)                    |
| 2011-12 | フッキ (ポルト)                             | ハメス・ロドリゲス (ポルト)                   | ルイ・パトリシオ (スポルティングCP)  |
| 2012-13 | ネマニャ・マティッチ (ベンフィカ)           | ジョズエ (ポルト)                             | エウトン (ポルト)                    |
| 2013-14 | エンソ・ペレス (ベンフィカ)                 | ウィリアム・カルヴァーリョ (スポルティングCP) | ヤン・オブラク (ベンフィカ)          |
| 2014-15 | ジョナス (ベンフィカ)                       | オリベル・トーレス (ポルト)                   | ジュリオ・セザル (ベンフィカ)        |
| 2015-16 | ジョナス (ベンフィカ)                       | レナト・サンチェス (ベンフィカ)               | ルイ・パトリシオ (スポルティングCP） |
| 2016-17 | ピッツィ (ベンフィカ)                       | ネルソン・セメド (ベンフィカ)                 | エデルソン (ベンフィカ)              |
| 2017-18 | ブルーノ・フェルナンデス (スポルティングCP) | ルベン・ディアス (ベンフィカ)                 | ルイ・パトリシオ (スポルティングCP)  |
| 2018-19 | ブルーノ・フェルナンデス (スポルティングCP) | ジョアン・フェリックス (ベンフィカ)           | イケル・カシージャス (ポルト)        |
| 2019-20 | ヘスス・コロナ (ポルト)                     | ペドロ・ゴンサウヴェス (ファマリカン)         | アグスティン・マルチェシン (ポルト)  |

#### 受賞監督
| 年度    | 最優秀監督                        | 最優秀若手監督                            |
| ------- | --------------------------------- | ----------------------------------------- |
| 2005-06 | コー・アドリアーンセ (ポルト)     | パウロ・ベント (スポルティングCP)         |
| 2006-07 | ジェズアウド・フェレイラ (ポルト) | ダウト・ファキラ (エストレラ・アマドーラ) |
| 2007-08 | ジェズアウド・フェレイラ (ポルト) | -                                         |
| 2008-09 | ジェズアウド・フェレイラ (ポルト) | ジョルジュ・コスタ (オリャネンセ)         |
| 2009-10 | ジョルジェ・ジェズス (ベンフィカ) | アンドレ・ビラス・ボアス (アカデミカ)     |
| 2010-11 | アンドレ・ビラス・ボアス (ポルト) | -                                         |
| 2011-12 | ビトール・ペレイラ (ポルト)       | -                                         |
| 2012-13 | ビトール・ペレイラ (ポルト)       | -                                         |
| 2013-14 | ジョルジェ・ジェズス (ベンフィカ) | -                                         |
| 2014-15 | ジョルジェ・ジェズス (ベンフィカ) | -                                         |
| 2015-16 | ルイ・ヴィトーリア (ベンフィカ)   | -                                         |
| 2016-17 | ルイ・ヴィトーリア (ベンフィカ)   | -                                         |
| 2017-18 | セルジオ・コンセイソン (ポルト)   | -                                         |
| 2018-19 | ブルーノ・ラージェ (ベンフィカ)   | -                                         |
| 2019-20 | セルジオ・コンセイソン (ポルト)   | -                                         |

### リーガ・デ・オンラ

#### 受賞選手
| 年度    | 最優秀選手                                | 最優秀若手選手                            | 最優秀GK                                    |
| ------- | ----------------------------------------- | ----------------------------------------- | ------------------------------------------- |
| 2010-11 | ミゲル・ローザ (ベレネンセス)             | ネト (ヴァルジン)                         | パウロ・ロペス (フェイレンセ)               |
| 2011-12 | リカ (エストリル)                         | ミゲル・ローザ (ベレネンセス)             | ヴァグネル (エストリル)                     |
| 2012-13 | ミゲル・ローザ (ベンフィカB)              | ブルマ (スポルティングCP B)               | マット・ジョーンズ (ベレネンセス)           |
| 2013-14 | ジョルジュ・ピレス (モレイレンセ)         | ベルナルド・シルヴァ (スポルティングCP B) | キム (アヴェス)                             |
| 2014-15 | トゼ・マヘコ (トンデラ)                   | ゴンサロ・ゲデス (ベンフィカB)            | キム (アヴェス)                             |
| 2015-16 | アンドレ・シルヴァ (ポルトB)              | アンドレ・シルヴァ (ポルトB)              | ギオルギ・マカリーゼ (フェイレンセ)         |
| 2016-17 | パウリーニョ (ポルティモネンセ)           | ルイ・コスタ (ヴァルジム)                 | リカルド・フェレイラ (ポルティモネンセ)     |
| 2017-18 | リカルド・ゴメス (ナシオナル)             | シキーニョ (アカデミカ)                   | リカルド・リベイロ (アカデミカ)             |
| 2018-19 | ルイス・カルロス (パソス・デ・フェレイラ) | ジョタ (ベンフィカB)                      | リカルド・リベイロ (パソス・デ・フェレイラ) |

#### 受賞監督
| 年度    | 最優秀監督                                        |
| ------- | ------------------------------------------------- |
| 2010-11 | パウロ・アルヴェス (ジル・ヴィセンテ)             |
| 2011-12 | マルコ・シウヴァ (エストリル)                     |
| 2012-13 | ミッチェル・ファン・デル・ガーグ (ベレネンセス)   |
| 2013-14 | ミゲル・レアル (ペナフィエル)                     |
| 2014-15 | ヴィトール・オリヴェイラ (ウニオン)               |
| 2015-16 | ヴィトール・オリヴェイラ (シャヴェス)             |
| 2016-17 | ヴィトール・オリヴェイラ (ポルティモネンセ)       |
| 2017-18 | コスチーニャ (ナシオナル)                         |
| 2018-19 | ヴィトール・オリヴェイラ (パソス・デ・フェレイラ) |